# London Palladium
El Palladium de Londres o London Palladium es un teatro de 2.286 butacas, situado en Oxford Street en la Ciudad de Westminster (Londres).
El teatro fue inaugurado en 1910 llamado The Palladium como un lugar para interpretaciones diversas.
Desde su apertura, ha acogido numerosos espectáculos, conciertos y eventos Entre los más destacados se encuentran un concierto de los Beatles, Miss Mundo 1990 y Saturday Night Fever en 1998, entre otros tantos.
En octubre de 2016, la banda norteamericana Bon Jovi grabó un concierto en directo que luego editaron en álbum This House Is Not For Sale: Live From The London Palladium. Era uno de los 4 conciertos íntimos que grabaron durante la gira de promoción, las más de 2000 entradas disponibles se agotaron pese al alto precio de la velada, una de las razones fue la exclusividad dado que se podría disfrutar de las canciones del nuevo álbum This House Is Not For Sale antes de que saliera a la venta oficialmente y ver a la banda en un entorno diferente a grandes estadios abiertos.
La cantante estadounidense Madonna se presentó en el marco de su gira Madame X Tour en el año 2020.
Se encuentra en el barrio de West End.